# Schleifleiste

Die „Palette“ des Stromabnehmers eines ICE3. Die vorderen und hinteren, am Draht anliegenden Bauteile sind die Schleifleisten.

Eine Schleifleiste respektive ein Schleifstück ist ein Teil eines Stromabnehmers von Schienenfahrzeugen. Die Schleifleiste stellt den Kontakt zwischen der spannungsführenden Fahrleitung und dem Fahrzeug her. Je nach Bauart des Stromabnehmers und des zu übertragenden Oberstromes kann er eine oder auch mehrere, meist zwei Schleifleisten besitzen. Sie sind auf das Gestell des Stromabnehmers aufgesetzt und werden im Betrieb gegen den Fahrdraht gedrückt, sodass eine leitende Verbindung besteht.
Schleifleisten bestehen meist aus Graphit, da dieses elektrisch leitfähig ist, aber den Fahrdraht weniger mechanisch beansprucht als Stahl oder andere Materialien. Die Materialpaarung wird so gewählt, dass der Verschleiß vorwiegend an den leicht tauschbaren Schleifleisten und möglichst nicht am Fahrdraht auftritt.
Ein gesintertes Kohlegraphit-Schleifstück vereinigt die Vorteile eines geringen Kontaktwiderstands, hoher Temperaturresistenz (Sublimationspunkt 3300 Grad Celsius), guter Wärmeleitfähigkeit und eines geringen Reibwerts in sich. Aufgrund von Materialabtrag muss ein Schleifstück bei Wechselstrombahnen mit 15/25 kV nach bis zu 100 000 km gewechselt werden.

## Anforderungen
Besonders bei Stromabnehmern auf Fahrzeugen für hohe Geschwindigkeiten und große Leistungen werden sehr hohe Ansprüche an die Schleifleiste gestellt. Sie muss bei Geschwindigkeiten von 300 km/h im Planbetrieb (und in Versuchszwecken noch weit mehr) den Kräften standhalten, die zwischen ihr und der Fahrleitung wirken sowie dem Luftwiderstand und durch ihn entstehenden dynamischen Auf- und Abtrieb standhalten. Dies ist im hohen Geschwindigkeitsbereich deshalb schwierig, da die Fahrleitung nie eine Waagerechte darstellt und somit der Stromabnehmer die ständig variierende Höhendifferenz zwischen Fahrzeug und Fahrdraht ausgleichen muss. Insbesondere an Stützpunkten, an denen das Kettenwerk weniger elastisch ist, kann es vorkommen, dass die „Palette“ des Stromabnehmers springt und ein Lichtbogen entsteht. Dabei treten extreme Temperaturen auf, die in der Schleifleiste Kerben hinterlassen. Ist die thermische oder auch dynamische Belastung (z. B. durch Aufprall eines an der Leitung angefrorenen Eiszapfens) zu hoch, kann die Schleifleiste brechen.

## Schleifleistenbruchüberwachung
Im Falle eines Schleifleistenbruches entsteht eine Betriebsgefahr, da der Stromabnehmer nicht mehr sauber an der Fahrleitung entlangläuft, die Bruchstücke sich im Kettenwerk verhaken und dieses beschädigen oder herunterreißen und zerstören können. Um das zu vermeiden, sind die Leisten bei neueren Fahrzeugen mit einer Schleifleistenbruchüberwachung ausgestattet. Die Schleifleisten sind dafür hohl und mit Druckluft gefüllt, die mit der pneumatischen Hebeeinrichtung des Stromabnehmers verbunden ist. Bricht die Schleifleiste, entweicht an der Bruchstelle die Luft und der Druck im System sinkt, was direkt zur Folge hat, dass der Stromabnehmer mit der defekten Schleifleiste abgesenkt wird.